# Elaphoglossum sellowianum
Elaphoglossum sellowianum är en träjonväxtart som först beskrevs av Kl., och fick sitt nu gällande namn av Moore. Elaphoglossum sellowianum ingår i släktet Elaphoglossum och familjen Dryopteridaceae. Inga underarter finns listade.